# Seta (singolo)
Seta è un singolo della cantante italiana Elisa, pubblicato il 24 novembre 2021 come primo estratto dall'undicesimo album in studio Ritorno al futuro/Back to the Future.

## Antefatti e descrizione
Dopo la pubblicazione della ristampa di Diari aperti (2018), Elisa si è presa una pausa discografica da solista, lavorando come autrice e produttrice in diversi album di artisti, tra cui gli album Fortuna, Feat (stato di natura), OK. Respira, Guesus e collaborando a Neon - Le ali di Marracash e Rubini di Mahmood. Nel novembre 2021 Elisa ha annunciato il nuovo singolo Seta come primo singolo dell'undicesimo album in studio.
Il brano, scritto da Elisa, Tropico e Dardust, è elettropop e synth, quasi dance. La cantante ha raccontato il processo di stesura e composizione del brano:

## Accoglienza
Andrea Laffranchi del Corriere della Sera ha descritto il brano come «una canzone che parla di innamoramento, di suoni e profumi legati a quell’incontro magico, di emozioni e attesa».

## Video musicale
Il video, diretto da Attilio Cusani ed Elisa con la direzione artistica di Pierpaolo Piccioli, è stato pubblicato contestualmente all'uscita del singolo attraverso il canale YouTube della cantante. Il video affronta le tematiche della violenza sulle donne e dello stupro, scelta della cantante che racconta:

## Tracce
Testi di Elisa Toffoli e Davide Petrella, musiche di Dario Faini.
1. Seta – 3:33